# Plectranthus africanus
Plectranthus africanus là một loài thực vật có hoa trong họ Hoa môi. Loài này được (Baker & Scott-Elliot) ined. miêu tả khoa học đầu tiên.